# Diphyscium ulei
Diphyscium ulei är en bladmossart som beskrevs av C. Müller 1897. Diphyscium ulei ingår i släktet Diphyscium och familjen Buxbaumiaceae. Inga underarter finns listade i Catalogue of Life.